# 여과 범주
범주론에서, 여과 범주(濾過範疇, 영어: filtered category)는 상향 원순서 집합의 개념의 범주론적 일반화이다. 여과 범주를 정의역으로 하는 쌍대 극한은 유한 극한과 가환한다.

## 정의
정칙 기수 {\displaystyle \kappa }가 주어졌다고 하자. 범주 {\displaystyle {\mathcal {J}}}가 다음 조건들을 만족시킨다면, {\displaystyle \kappa }-여과 범주라고 한다.
- 임의의 작은 범주 {\displaystyle {\mathcal {I}}} 및 함자 {\displaystyle D\colon {\mathcal {I}}\to {\mathcal {J}}}에 대하여, 만약 {\displaystyle {\mathcal {I}}}의 사상 집합의 크기가 {\displaystyle \kappa } 미만이라면, {\displaystyle D}는 쌍대뿔(영어: cocone)을 갖는다.

{\displaystyle \aleph _{0}}-여과 범주는 단순히 여과 범주라고 한다.
마찬가지로, {\displaystyle \kappa }-쌍대 여과 범주(영어: {\displaystyle \kappa }-cofiltered category)는 {\displaystyle \kappa }-여과 범주의 반대 범주이다.

## 성질
범주 {\displaystyle {\mathcal {J}}}에 대하여 다음 두 조건이 서로 동치이다.
- {\displaystyle \aleph _{0}}-여과 범주이다.
- 다음 세 조건들을 만족시킨다.
  - 하나 이상의 대상을 갖는다. (이는 {\displaystyle {\mathcal {I}}}가 아무 대상을 갖지 않을 때의 경우이다.)
  - (두 대상의 상계의 존재) 임의의 두 대상 {\displaystyle I,J\in {\mathcal {J}}}에 대하여, 대상 {\displaystyle K\in {\mathcal {J}}} 및 두 사상 {\displaystyle I{\xrightarrow {f}}K{\xleftarrow {g}}J}이 존재한다.
  - (두 사상의 상계의 존재) 같은 정의역과 공역을 갖는 두 사상 {\displaystyle f,g\colon I\to J}에 대하여, {\displaystyle h\circ f=h\circ g}가 되는 대상 {\displaystyle K} 및 사상 {\displaystyle h\colon J\to K}가 존재한다.

{\displaystyle {\begin{matrix}I&{\overset {f}{\to }}&J\\{\scriptstyle g}{\downarrow }{\color {White}\scriptstyle g}&&{\color {White}\scriptstyle h}{\downarrow }\scriptstyle h\\J&{\underset {h}{\to }}&K\end{matrix}}}

### 극한의 교환 법칙
임의의 완비 범주 {\displaystyle {\mathcal {C}}} 및 임의의 작은 범주 {\displaystyle {\mathcal {J}}}에 대하여 극한 함자
{\displaystyle \varprojlim _{\mathcal {J}}\colon {\mathcal {C}}^{\mathcal {J}}\to {\mathcal {C}}}
를 정의할 수 있으며, 임의의 쌍대 완비 범주 {\displaystyle {\mathcal {C}}} 및 임의의 작은 범주 {\displaystyle {\mathcal {J}}}에 대하여 쌍대 극한 함자
{\displaystyle \varinjlim _{\mathcal {J}}\colon {\mathcal {C}}^{{\mathcal {J}}^{\operatorname {op} }}\to {\mathcal {C}}}
를 정의할 수 있다. 특히, 작은 범주의 범주는 데카르트 닫힌 범주이므로, 두 개의 작은 범주 {\displaystyle {\mathcal {I}}}, {\displaystyle {\mathcal {J}}} 및 함자
{\displaystyle D\colon {\mathcal {J}}\times {\mathcal {I}}^{\operatorname {op} }\to \operatorname {Set} }
{\displaystyle D\in \operatorname {Set} ^{{\mathcal {J}}\times {\mathcal {I}}^{\operatorname {op} }}\simeq (\operatorname {Set} ^{\mathcal {J}})^{{\mathcal {I}}^{\operatorname {op} }}\simeq (\operatorname {Set} ^{{\mathcal {I}}^{\operatorname {op} }})^{\mathcal {J}}}
에 대하여, 함자
{\displaystyle \varinjlim _{\mathcal {I}}D\in \operatorname {Set} ^{\mathcal {J}}}
{\displaystyle \varprojlim _{\mathcal {J}}D\in \operatorname {Set} ^{{\mathcal {I}}^{\operatorname {op} }}}
및 집합
{\displaystyle \varinjlim _{\mathcal {J}}\varprojlim _{\mathcal {I}}D\in \operatorname {Set} }
{\displaystyle \varprojlim _{\mathcal {I}}\varinjlim _{\mathcal {J}}D\in \operatorname {Set} }
를 정의할 수 있다. 또한, 극한 또는 쌍대 극한의 보편 성질에 의하여 표준적인 함수
{\displaystyle \varinjlim _{\mathcal {J}}\varprojlim _{\mathcal {I}}D\to \varprojlim _{\mathcal {I}}\varinjlim _{\mathcal {J}}D}
가 존재한다.
작은 범주 {\displaystyle {\mathcal {J}}}에 대하여 다음 두 조건이 서로 동치이다.
- {\displaystyle \aleph _{0}}-여과 범주이다.
- (극한과 쌍대 극한의 교환 법칙) 임의의 유한 개의 사상들을 갖는 범주 {\displaystyle {\mathcal {I}}} 및 임의의 함자 {\displaystyle D\colon {\mathcal {J}}\times {\mathcal {I}}^{\operatorname {op} }\to \operatorname {Set} }에 대하여, 표준적인 사상 {\displaystyle \varinjlim _{\mathcal {J}}\varprojlim _{\mathcal {I}}D\to \varprojlim _{\mathcal {I}}\varinjlim _{\mathcal {J}}D}는 항상 전단사 함수이다.